# 네온 연소 과정
네온 연소 과정(neon burning process)은 초기 질량이 태양의 12배 이상인 별의 핵에서 일어나는 핵융합반응이다. 초고온 (1.2×109 K) 과 초고압 (약 4×109 kg/m3)이 필요하다.

## 핵반응식
|  | 20Ne + γ   | → | 16O + 4He |
|  | 20Ne + 4He | → | 24Mg + γ  |

이다.
또는,
|  | 20Ne + n   | → | 21Ne + γ |
|  | 21Ne + 4He | → | 24Mg + n |

이다. 
두 번째 과정은 중성자가 감마선 대신 네온핵에 충돌했을 때 일어난다.
네온 연소 과정은 탄소 연소 과정이 끝난 후에 일어나며, 핵의 탄소가 떨어지고 산소,네온,마그네슘의 핵이 생겼을 때 일어난다. 핵에서 이러한 반응이 일어날때는 고온이므로, 껍질부에서는 이때 헬륨 연소 과정이 일어난다.
네온 연소과정이 끝나면 산소 연소 과정이 일어난다.